# Typ 97 Automatische Kanone
Die Typ 97 Automatische Kanone (japanisch 九七式自動砲 Kyūnana-shiki jidōhō) war eine Panzerbüchse, die vom Kaiserlich Japanischen Heer während des Zweiten Weltkrieges eingesetzt wurde. Die Modellbezeichnung bezieht sich auf die Einführung im Jahr Kōki 2597, nach westlichem Kalender also 1937.

## Technik
Diese Waffe markiert das obere Ende der Leistungsskala der ballistischen Panzerbüchsen. Um eine möglichst hohe panzerbrechende Wirkung zu erzielen, wurde ein sehr großes Kaliber gewählt. Die Panzerbüchse arbeitete selbstladend und verschoss nur Dauerfeuer, während die damalige offizielle Bedienungsanweisung beschrieb, dass der Abzug der Waffe bei jeder Schussabgabe betätigt werden sollte. Ab dem Sommer 1940 wurde der Lauf der Waffe verchromt, um dessen Haltbarkeit zu erhöhen.
Aufgrund der Konstruktion war die Waffe relativ schwer und groß. Es waren zwei Mann zur Bedienung und zum Transport der Waffe vorgesehen. In der Realität musste die Waffe jedoch meist von drei, wenn nicht sogar von vier Soldaten getragen werden. Für den Transport war eine Tragevorrichtung vorgesehen. Hierbei wurden zwei Stangen, jeweils eine vorn und hinten, in dafür vorgesehene Schlitze eingeschoben, um die Waffe wie eine Bahre anzuheben.
Hinsichtlich des Rückstoßes gibt es unterschiedliche Angaben. So soll er trotz des hohen Gewichtes, des Gasdrucklade-Mechanismus und einer Mündungsbremse besonders gering gewesen sein, da sich aufgrund der besonderen Konstruktion Rohr, Gehäuse und Pistolengriff bei jedem Schuss auf dem Unterbau nach hinten bewegt haben. Durch die vorhandenen Rückstoßfedern und -dämpfer wurde der Rückstoß auf das übliche Maß eines Gewehres reduziert. Auch wurde eine rückwärts gerichtete Stütze angebracht, um die Waffe beim Schießen zu verankern.
Das Kriegsministerium der Vereinigten Staaten beschreibt den Rückstoß der Waffe jedoch als „sehr gewaltig“ (very violent). Bei korrekter Benutzung der Waffe ist jedoch von einem geringen Rückstoß auszugehen.
Sowohl die Konstruktion als auch das Gewicht brachten Probleme mit sich. So verblieb zum einen die Waffe nach Abgabe eines Schusses nicht treffsicher im Ziel, zum anderen konnten quer vorbeifahrende Fahrzeuge nur bedingt bekämpft werden. Denn wollte der Schütze die Visierlinie seitlich schwenken, musste er aufgrund der rückwärts gerichteten Stütze die Waffe anheben, um sie zu drehen.
Das Magazin wurde von oben eingesetzt. Damit war ein niedriger Anschlag möglich, eine Stellung hob sich nur wenig vom Boden ab und war schwer zu entdecken. Auf eine Entfernung von 180 m konnten Stahlpanzerungen von etwa 13 mm Dicke durchschlagen werden. Nach Angaben einer japanischen Munitionstabelle aus dem Zweiten Weltkrieg konnte die Typ 97 eine Stahlpanzerung von 30 mm auf 250 m durchdringen. Welche Angabe nun korrekt ist, kann dahingestellt bleiben. Die Panzerung des M4 Sherman (Standardpanzer der USA im Zweiten Weltkrieg) betrug selbst am Heck 38,1 mm, womit die Typ 97 nur gegen leicht gepanzerte Kampfwagen effektiv sein konnte.
Als Munition standen panzerbrechendes Wuchtgeschoss und Sprenggranate zur Verfügung, da die Waffe auch ungepanzerte Ziele bekämpfen sollte.

## Produktion
Die ersten Typ 97 Automatische Kanone wurden im Jahr 1937 gebaut. 1939 ging die Waffe dann mit einer Produktionszahl von 250 Stück in Serie.
Im Jahr 1942 wurde die Produktion unterbrochen und im ersten Halbjahr 1943 wurden die letzten 100 Stück produziert. Insgesamt wurden 1108 Stück produziert. Der Produktionsstandort war eine Waffenfabrik in Kokura.